# 勒普朗凯
勒普朗凯（法語：Le Planquay，法語發音：[lə plɑ̃kɛ]）是法国厄尔省的一个市镇，属于贝尔奈区。

## 地理
勒普朗凯（49°5'48"N, 0°25'50"E）面积4.04 平方千米，位于法国诺曼底大区厄尔省，该省份为法国北部内陆省份，北起滨海塞纳省，西接奧恩省和卡爾瓦多斯省，南至厄尔-卢瓦省，东临瓦兹省、瓦兹河谷省和伊夫林省。
与勒普朗凯接壤的市镇（或旧市镇、城区）包括：库尔托讷双教堂村、拉沙佩勒阿朗、德吕库尔、圣樊尚迪布莱。

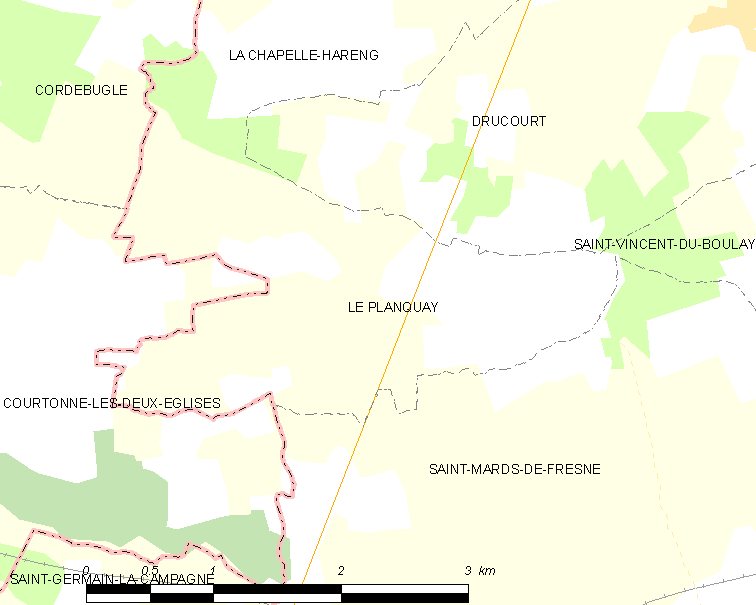
勒普朗凯的OSM定位图

勒普朗凯的时区为UTC+01:00、UTC+02:00（夏令时）。

## 行政
勒普朗凯的邮政编码为27230，INSEE市镇编码为27462。

## 政治
勒普朗凯所属的省级选区为伯兹维尔县。

## 人口

1962-2008年间勒普朗凯人口变化图示

勒普朗凯于2022年1月1日时的人口数量为161人。